# Sainte-Anastasie-sur-Issole
Sainte-Anastasie-sur-Issole là một xã thuộc tỉnh Var trong vùng Provence-Alpes-Côte d’Azur miền đông nam nước Pháp.